# Bronisław Warzybok
Bronisław Warzybok (ur. 18 grudnia 1895 w Rzeszowie, zm. 10 kwietnia 1981) – podpułkownik dyplomowany piechoty Wojska Polskiego, kawaler Orderu Virtuti Militari.

## Życiorys
Urodził się 18 grudnia 1895 w Rzeszowie jako syn Kazimierza. W czasie I wojny światowej służył w Legionach Polskich. Był oficerem 6 pułku piechoty. Na stopień chorążego został mianowany 1 maja 1916, a podporucznika – 1 stycznia 1917. W 1918 pełnił służbę w 14 pułku strzelców polskich.
3 maja 1922 roku został zweryfikowany w stopniu kapitana ze starszeństwem z 1 czerwca 1919 roku i 412. lokatą w korpusie oficerów piechoty, a jego oddziałem macierzystym był 6 Pułk Piechoty Legionów. W 1923 był I oficerem sztabu 29 Dywizji Piechoty w Grodnie, pozostając oficerem nadetatowym 80 pułku piechoty w Słonimiu. Z dniem 15 października 1924 został przydzielony z 29 DP do macierzystego 80 s. 1 grudnia 1924 roku został mianowany majorem ze starszeństwem z 15 sierpnia 1924 roku i 121. lokatą w korpusie oficerów piechoty. W maju 1925 został przeniesiony do 77 pułku piechoty w Lidzie na stanowisko dowódcy II batalionu.
W kwietniu 1928 został przesunięty w 16 pułku piechoty w Tarnowie ze stanowiska dowódcy I batalionu na stanowisko kwatermistrza. W grudniu 1929 został przeniesiony do Dowództwa Okręgu Korpusu Nr X w Przemyślu na stanowisko inspektora wyszkolenia Okręgowego Urzędu Wychowania Fizycznego i Przysposobienia Wojskowego. 14 grudnia 1931 roku został mianowany podpułkownikiem ze starszeństwem z 1 stycznia 1932 roku i 12. lokatą w korpusie oficerów piechoty. 4 stycznia 1932 rozpoczął studia na Kursie Normalnym Wyższej Szkoły Wojennej w Warszawie. Z dniem 1 października 1933, po ukończeniu kursu i otrzymaniu tytułu oficera dyplomowanego, przydzielony został do dowództwa 21 Dywizji Piechoty Górskiej w Białej na stanowisko szefa sztabu.
Od 1934 był zastępcą, a od 1937 dowódcą 4 pułku strzelców podhalańskich w Cieszynie. Dowodził nim także w czasie kampanii wrześniowej 1939 broniąc Cieszyna. Po zakończeniu działań wojennych dostał się do niewoli niemieckiej i przebywał w Oflagu II C Woldenberg.
Po zakończeniu II wojny światowej był m.in. kierownikiem administracji i bibliotekarzem w Wyższej Szkole Gospodarstwa Wiejskiego w Cieszynie. W 1949 uczestniczył w organizacji nowej uczelni, utworzonej w miejsce likwidowanej szkoły cieszyńskiej – Wyższej Szkoły Rolniczej w Olsztynie, w tym w przeprowadzce zbiorów bibliotecznych. Zatrudniony w bibliotece WSR był w latach 1951–1952, potem 1960–1972, zajmując się opracowaniem i klasyfikacją zbiorów oraz obsługą czytelni. W 1960 otrzymał Honorową Odznakę Wyższej Szkoły Rolniczej.
Pochowany na cmentarzu Prądnik Czerwony w Krakowie (kwatera B1-II-8).

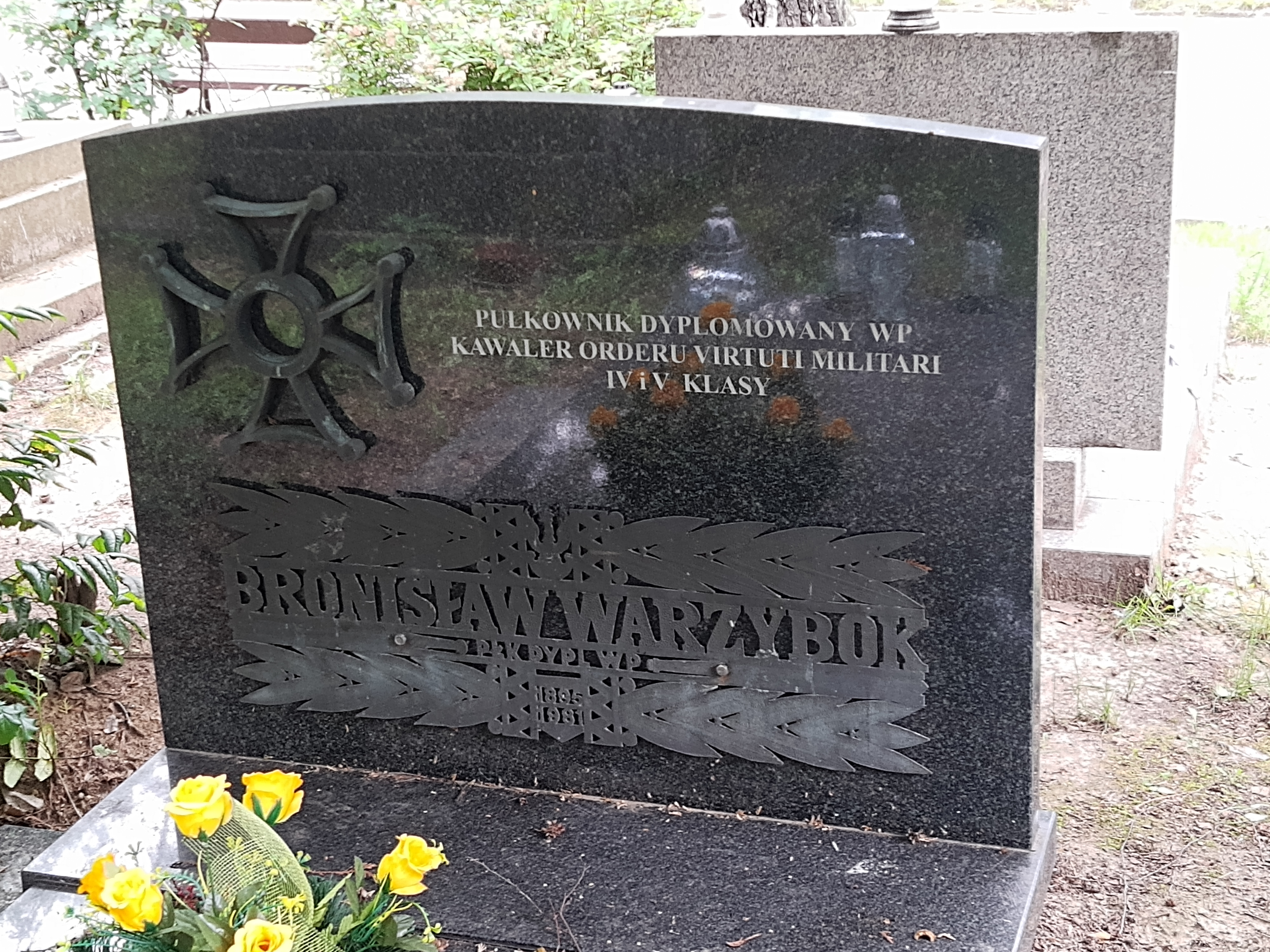
Grób płka Bronisława Warzyboka na Cmentarzu Prądnik Czerwony

## Ordery i odznaczenia
- Krzyż Złoty Orderu Virtuti Militari nr 180[15]
- Krzyż Srebrny Orderu Wojskowego Virtuti Militari nr 5967 (17 maja 1922)[16]
- Krzyż Niepodległości (2 sierpnia 1931)[17]
- Krzyż Walecznych (trzykrotnie)
- Złoty Krzyż Zasługi (10 listopada 1928)[18]
- Medal Pamiątkowy za Wojnę 1918–1821
- Medal Dziesięciolecia Odzyskanej Niepodległości
- Odznaka Pamiątkowa Więźniów Ideowych
- Medal Pamiątkowy Wielkiej Wojny (Francja)[19]
- Medal Zwycięstwa („Médaille Interalliée”) (12 grudnia 1921)[3]